# Porphyrinia parvoides
Porphyrinia parvoides är en fjärilsart som beskrevs av Brandt 1939. Porphyrinia parvoides ingår i släktet Porphyrinia och familjen nattflyn. Inga underarter finns listade i Catalogue of Life.